# 국씨 (백제)
국씨(國氏), 또는 골씨(骨氏)는 백제의 성씨이자 백제의 유력 가문인 대성팔족 중 하나이다. 고이씨(古爾氏)와 같은 성씨일 강능성도 존재한다.
이들은 주로 백제 내에서 고위직을 얻었으며 정치, 군사적으로 큰 영향력을 행사했다.
백제 말기인 의자왕 때는 왕족 중심의로 국정을 운영하자 이들은 중앙귀족으로서의 지위를 상실하고 결국 지방세력으로 전락하게 되었다.

## 상세
근초고왕의 가야 원정을 기록하고 있는 신공기 62년에 가락국인 국사리(國沙利)의 투항으로 처음 사서에 나오고 있는 것으로 볼 때, 일찍부터 이 지역과 연관성을 가지고 있었던 것으로 보인다.
백제의 웅진 천도 이후 가야지역에 대한 중요성이 커지며, 이 지역에 대한 영향력을 행사할 수 있었던 세력들이 중용되면서 본격적으로 중앙 정계로 진출하기 시작한 것으로 보인다.

## 같이 보기
- 대성팔족
- 백제의 종족구성
- 진씨 (백제)
- 해씨 (백제)
- 목씨 (백제)
- 연씨 (백제)
- 사씨 (백제)
- 백씨 (백제)
- 백제